# أوسير روثورن
أوسير روثورن (بالإنجليزية: Äusser Rothorn)‏ هو أحد جبال سلسلة جبال الألب بينيني وجزء من القمة الأم يقع في كانتون فاليز، سويسرا. يبلغ ارتفاع الجبل حوالي 3147 متر، بينما يبلغ ارتفاع نتوء الجبل 42 متر.